# Steven Thicot
Steven Thicot, né le 14 février 1987 à Montreuil (France), est un footballeur français évoluant au poste de défenseur central. 
Membre de la fameuse « Génération 87 », il est le capitaine de l'équipe de France qui remporte l'Euro des moins de 17 ans en 2004.

## Biographie
Après avoir joué au Paris FC, il rejoint l'INF Clairefontaine de 2002 à 2003. Il signe ensuite au FC Nantes où il évolue au poste de défenseur central.
En mai 2004, il devient champion d'Europe avec l'équipe de France des moins de 17 ans dont il est le capitaine.
Steven est prêté au CS Sedan pour la saison 2006-2007. En juin 2007, il rentre au FC Nantes, mais ne joue aucun match de la saison avec l'équipe première. Il arrive en fin de contrat en juin 2008 et quitte Nantes pour l'Hibernian FC d'Édimbourg.
À la fin de la saison 2010-2011 il n'est pas conservé par le club écossais. Persistant, après un an de chômage et quelques mois à s'entraîner au  Paris FC, il signe au Portugal, en D2, à Naval, le 14 juillet 2012.
Il est connu au Portugal sous le nom de Tikito. 
En 2013, il signe au FC Dinamo Bucarest.
En décembre 2014,  alors sans club depuis juillet, il signe en faveur du CF Belenenses.
En janvier 2016, il signe en faveur du CD Tondela.

## Statistiques
| Saison    | Club               | Pays     | Championnat | Championnat | Championnat | Championnat  | Championnat  | Coupes nationales | Coupes nationales |
| Saison    | Club               | Pays     | Division    | Matchs      | Buts        | Cartons      | Cartons      | Matchs            | Buts              |
| --------- | ------------------ | -------- | ----------- | ----------- | ----------- | ------------ | ------------ | ----------------- | ----------------- |
| Saison    | Club               | Pays     | Division    | Matchs      | Buts        | Carton jaune | Carton rouge | Matchs            | Buts              |
| 2005-2006 | FC Nantes          | France   | CFA         | -           | -           | -            | -            | -                 | -                 |
| 2006-2007 | CS Sedan           | France   | Ligue 1     | 3           | -           | -            | -            | -                 | -                 |
| 2007-2008 | FC Nantes          | France   | CFA         | -           | -           | -            | -            | -                 | -                 |
| 2008-2009 | Hibernian FC       | Écosse   | SPL         | 19          | -           | 3            | -            | -                 | -                 |
| 2009-2010 | Hibernian FC       | Écosse   | SPL         | 10          | -           | 2            | -            | 1                 | -                 |
| 2010-2011 | Hibernian FC       | Écosse   | SPL         | 7           | -           | 2            | -            | 1                 | -                 |
| 2011-2012 | Sans club          |          | -           | -           | -           | -            | -            | -                 | -                 |
| 2012-2013 | Naval              | Portugal | D2          | 50          | 3           | -            | -            | -                 | -                 |
| 2013-2014 | FC Dinamo Bucarest | Roumanie | Ligue 1     | 20          | 2           | -            | -            | 3                 | -                 |

Dernière mise à jour 20 juin 2014

## Palmarès

### En sélection
- France -16 ans
  - 2002 : Vainqueur du Tournoi du Val-de-Marne
  - 2003 : Vainqueur du Tournoi du Val-de-Marne
  - 2003 : Vainqueur du Tournoi de Salerne

- France -17 ans
  - 2003 : Finaliste du Tournoi de Montaigu
  - 2004 : Vainqueur du Championnat d'Europe
  - 2004 : Vainqueur d'un tournoi en Tchéquie